# Tadeusz Górecki
Pour les articles homonymes, voir Górecki (homonymie).
Tadeusz Górecki (né le 5 juin 1825 à Dusienięta en Lituanie, mort le 31 janvier 1868 à Paris) est un peintre polonais.

## Biographie
Tadeusz Górecki naît en 1825 à Dusienięta dans la province de Vilna en Lituanie. Son père, Antoni Górecki (1787–1861), est poète. De 1841 à 1848, Tadeusz étudie à Vilna, à l'Académie impériale des arts, où il a pour maître Karl Brioullov, qu'il aide par la suite à peindre des fresques à la cathédrale St Isaac de St-Pétersbourg de 1843 à 1847. Il commence à se faire reconnaître en remportant plusieurs prix dans les années 1840. 
Dans les années 1850, il voyage en Italie, en Espagne et en Hollande où il s'entraîne en copiant les œuvres des grands peintres. Il entre à l'Académie en 1854. À partir de 1856, il s'installe à Paris où il passe la majeure partie de son temps. Il y est notamment le maître du peintre polonais Witold Pruszkowski. En 1857, il épouse Maria Mickiewicz, les témoins du mariage sont Louis Wolowski, Xavier Branicki, Joseph Bohdan Zaleski et Séverin Gałęzowski. Ils ont quatre enfants, mais seul leur fils Adam survit. Tadeusz Górecki meurt en 1868 à Paris à l'âge de 42 ans, à son domicile de la rue Jacob. La déclaration du décès en mairie est faite par son cousin Casimir Wolowski. Il repose au cimetière des Champeaux de Montmorency.
Certaines de ses œuvres sont conservées au Musée national des beaux-arts de Biélorussie.